# Acacia ampliceps
Acacia ampliceps é uma espécie de leguminosa do gênero Acacia, pertencente à família Fabaceae.